# Estatua de Espartero (Madrid)
El monumento al General Espartero de la Villa de Madrid (España) está ubicado en la confluencia de las calles de Alcalá y O'Donnell, justo en el límite de los distritos de Salamanca y Retiro. Representa al político y militar Baldomero Espartero (1793–1879) montado a caballo y ataviado con traje de campaña. Fue costeado por suscripción nacional e inaugurado con toda solemnidad en el año 1886.

## El autor
Este monumento es obra del pintor y escultor tarraconense Pablo Gibert Roig (1853-1914), quien se formó en el taller barcelonés de Andrés Aleu y trabajó a fines del siglo XIX. Gibert también es autor de otras obras dedicadas a políticos españoles de dicha centuria, como el monumento al Marqués del Duero (junto a Aleu), también en Madrid, y el de Sagasta en Logroño. En el Palacio del Senado de Madrid pueden verse representaciones pictóricas suyas de personajes históricos.

## La obra

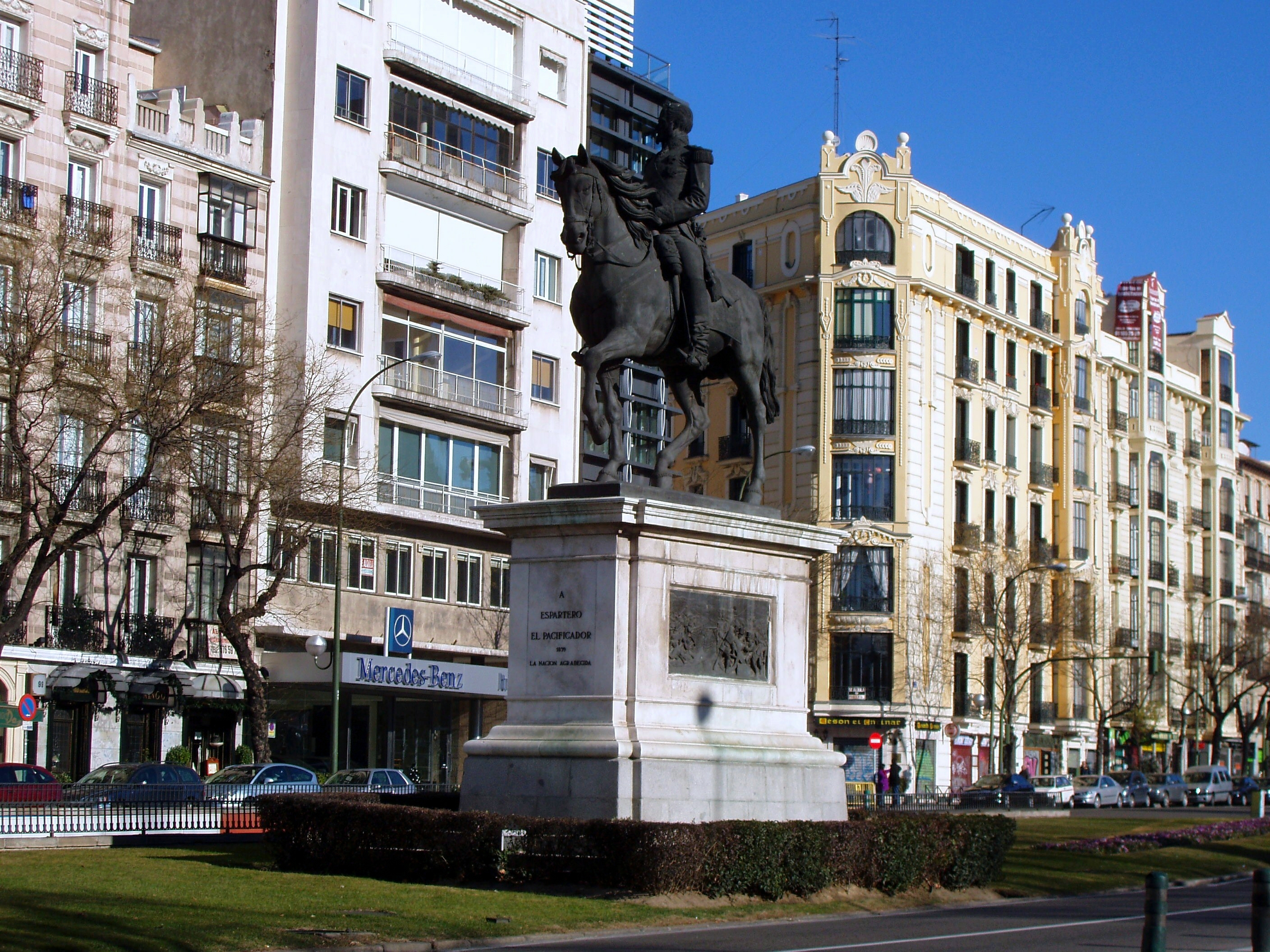
Vista trasera de la estatua.

La parte inferior del pedestal consta de dos escalones de granito. Sobre ellos se asienta un prisma rectangular de piedra blanca rematado con una cornisa volada. En su frente figura la siguiente inscripción en letras capitales de bronce: "A / ESPARTERO / EL PACIFICADOR / 1839 / LA NACIÓN AGRADECIDA". En los dos laterales figuran sendos relieves en bronce alusivos a la Batalla del Puente de Bolueta (1835) y al Abrazo de Vergara (1839) respectivamente, dos episodios de la Primera Guerra Carlista en los que el militar fue protagonista.
La estatua ecuestre fue fundida en bronce en los talleres de los Hermanos J. Comas de Barcelona. Espartero aparece con uniforme de gala de Capitán General y varias condecoraciones.

## Monumentos similares
En Logroño, en el Paseo del Espolón, está la conocida estatua ecuestre de Espartero, similar a la madrileña. En la capital riojana, sin embargo, el general lleva puesto el sombrero (en Madrid lo lleva en la mano). También existe otra estatua en Granátula de Calatrava (Ciudad Real), su ciudad natal, en una plazoleta junto al cruce de la carretera Almagro-Calzada y Moral de Calatrava, a escasos metros de la casa donde nació.

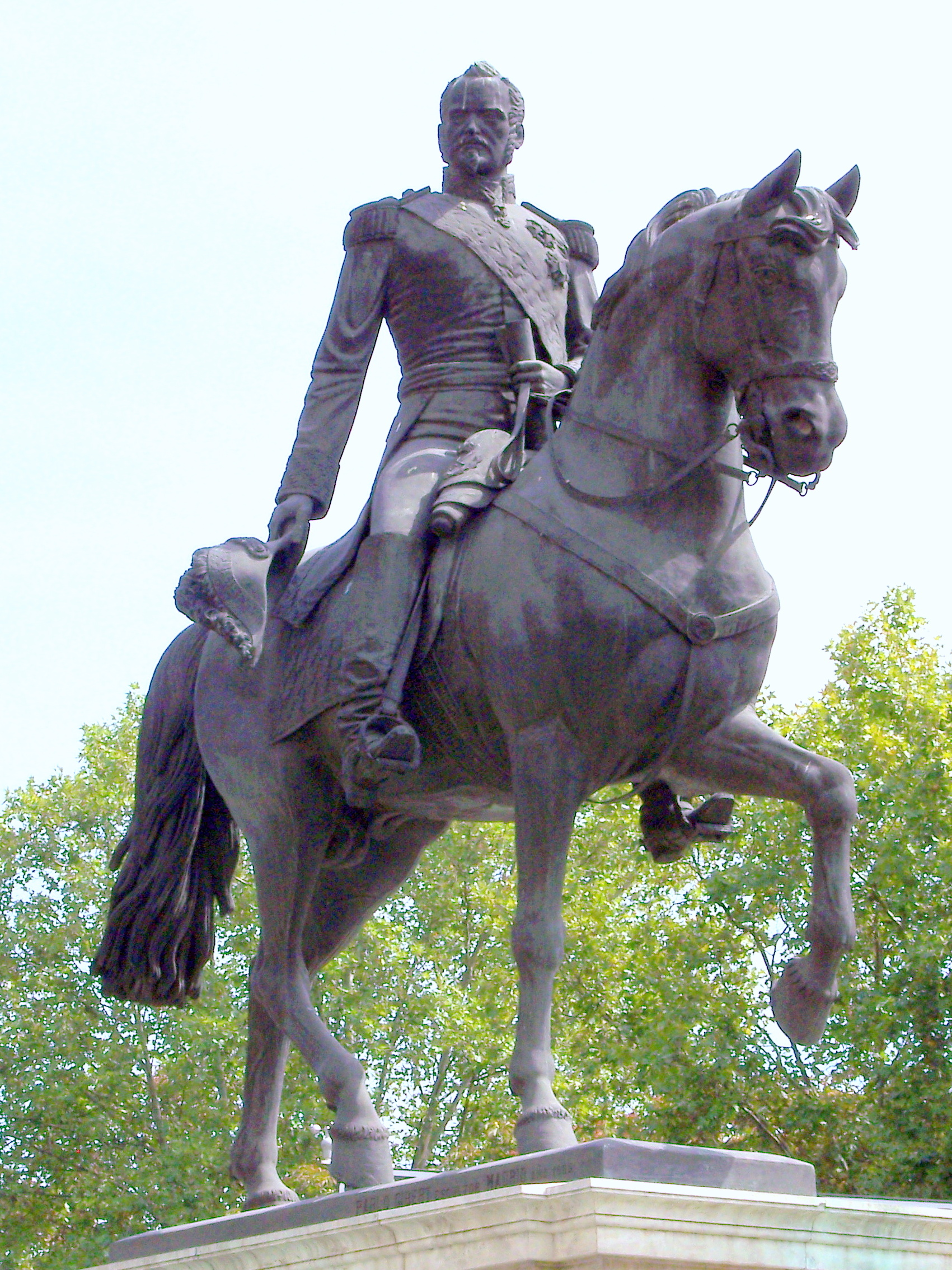
Espartero en Madrid
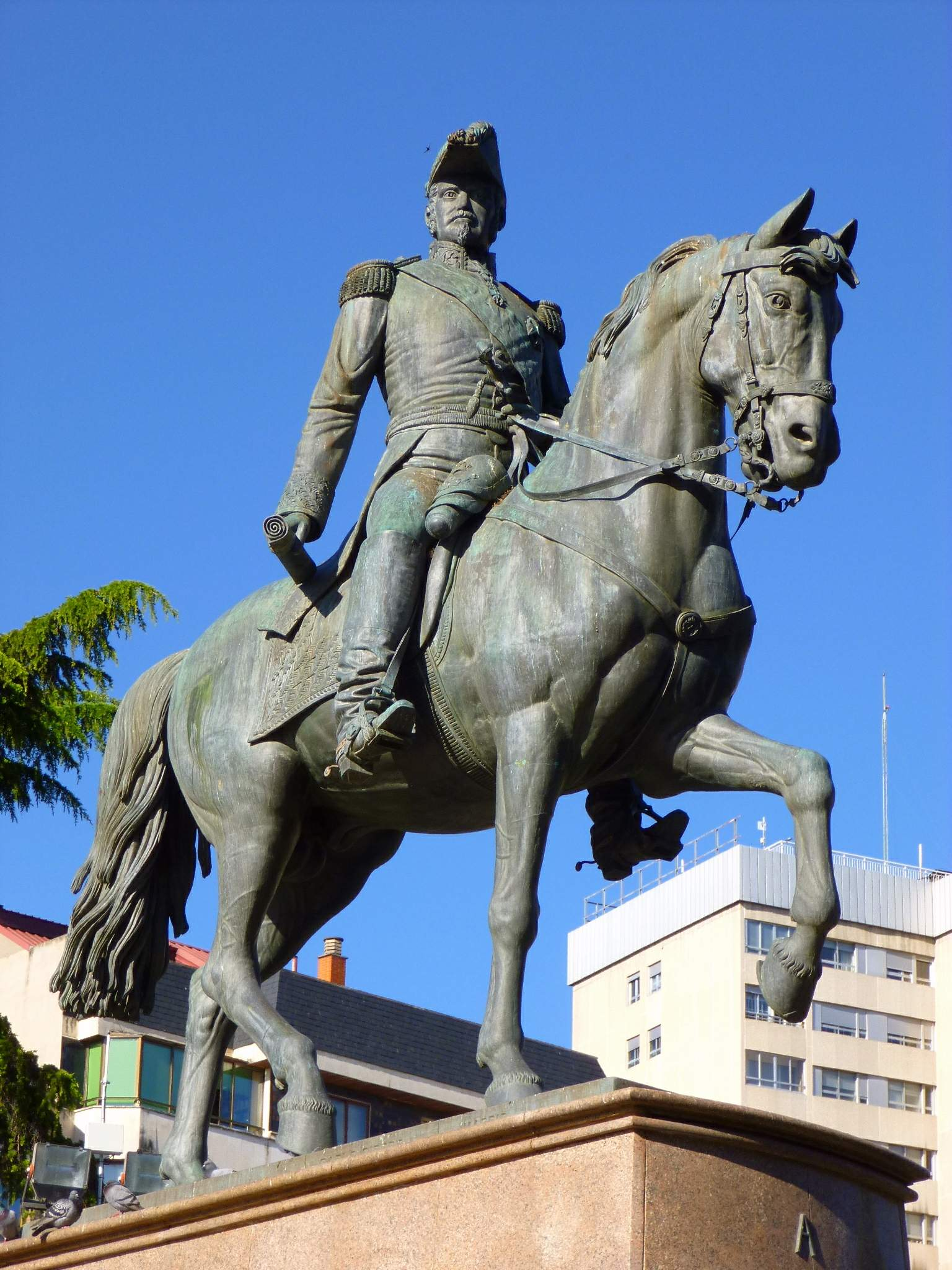
Espartero en Logroño

## Curiosidades

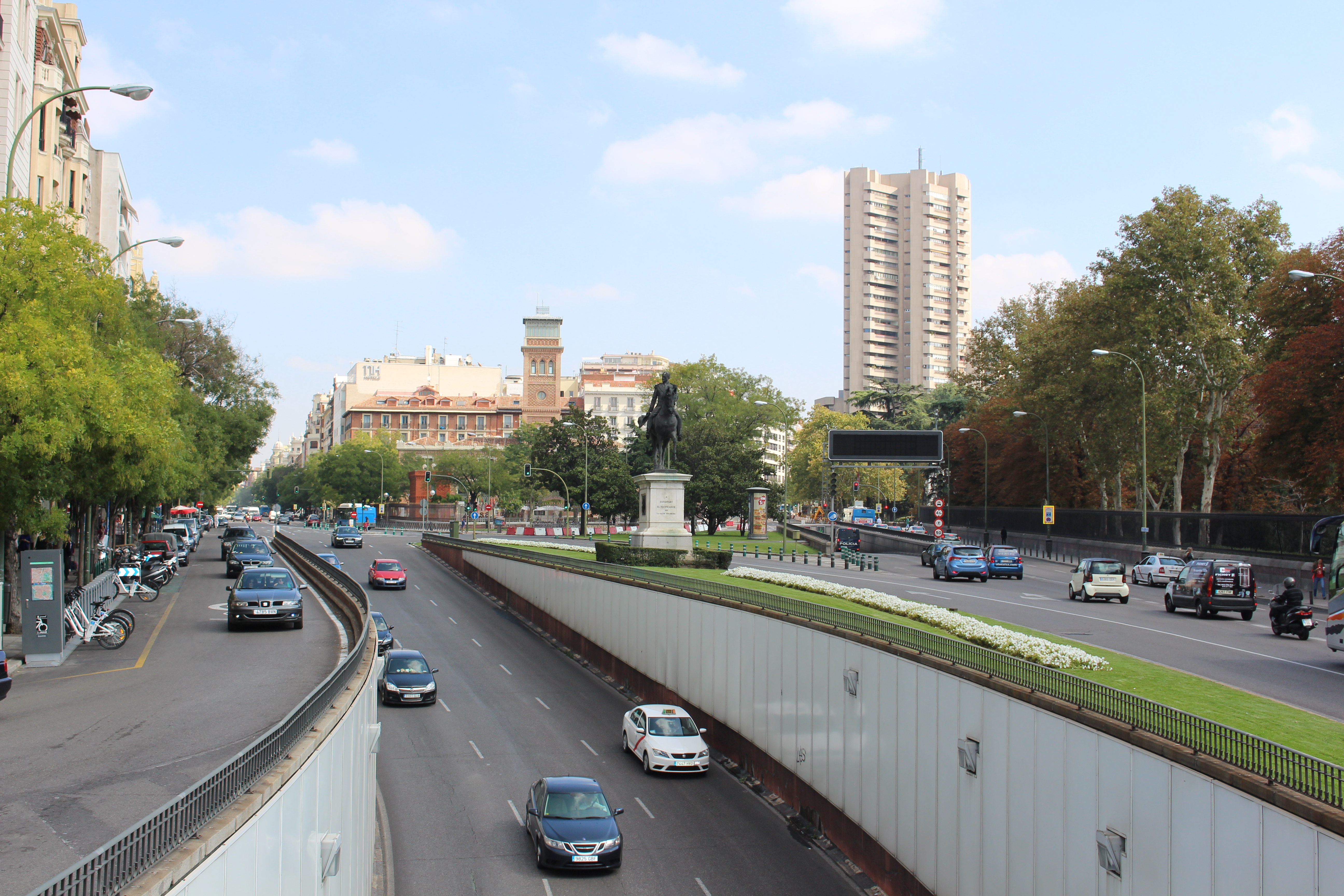
Vista general a la estatua de Espartero desde la calle de Alcalá.

En Madrid y ya en toda España hay un dicho popular que hace referencia a la citada estatua que es: "Tienes los cojones más gordos q el caballo de Espartero" "Tiene los cojones como el caballo de Espartero", "Tienes más huevos que el caballo de Espartero" o "le ha echado más huevos que el caballo de Espartero" en referencia al tamaño de los testículos del caballo de la estatua. Se usa para aludir la valentía o bravura de alguien en alguna situación complicada. También es habitual en Logroño que la gente se fije y comente el gran tamaño de los atributos del caballo del monumento.
En la madrugada del 16 de abril de 1931, la estatua estuvo a punto de ser destruida por un grupo de jóvenes. El que fuera ministro de la Gobernación de la entonces joven Segunda República, Miguel Maura, volvía a su domicilio en Príncipe de Vergara a las 5 de la mañana cuando se encontró a unos chicos que habían enlazado la estatua con un cable de acero para derribarla. Después de advertirles la salvajada que sería, y viendo que viajaba en un coche oficial y que podían meterse en líos, la estatua no sufrió desperfectos.
En 1988 Mecano compuso una canción sobre la estatua, narrándola desde el punto de vista del caballo de Espartero. Sin embargo, la canción no llegó a ser incluida oficialmente en ningún disco del trío.